# Bengt-Åke Gustafsson
Bengt-Åke Gustafsson (* 23. března 1958, Karlskoga) je bývalý švédský lední hokejista (střední útočník) a hokejový trenér. Se švédskou reprezentací jako hráč vyhrál mistrovství světa 1987 a 1991. Na šampionátu v roce 1981 s ní získal stříbro a na MS 1979 bronz. Má též stříbro z Kanadského poháru 1984. Zúčastnil se i olympijských her 1992 (5. místo). Jako trenér pak švédský národní tým přivedl ke zlaté medaili na olympijských hrách v Turíně roku 2006 a ve stejném roce rovněž ke zlatu na světovém šampionátu. Stal se prvním trenérem v historii, kterému se podařilo dovést tým ke zlatu na olympiádě a MS ve stejném roce (souběžně v jednom roce se tyto dva turnaje ovšem pravidelně pořádají až od roku 1992). Dvakrát též dovedl švédskou reprezentaci ke světovému bronzu (2009, 2010). Švédskou nejvyšší soutěž hrál za KB Karlskoga a Färjestads BK. Stal se nejužitečnějším hráčem švédské ligy roku 1990 (ocenění Zlatá helma). Hrál též rakouskou nejvyšší soutěž za VEU Feldkirch, stal se s ním pětkrát mistrem Rakouska a vyhrál s tímto klubem též Evropskou hokejovou ligu 1998. Devět sezón si zahrál i v severoamerické NHL, za Washington Capitals. V základní části NHL odehrál 629 utkání, v nichž zaznamenal 555 kanadských bodů (196 branek), což z něj činí 27. nejúspěšnějšího Švéda v dějinách NHL (k lednu 2024). Vedle toho sehrál 32 zápasů ve Stanleyově poháru, v nichž si připsal 28 bodů (9 gólů). V roce 2003 byl uveden do Síně slávy Mezinárodní hokejové federace. Jeho syn Anton Gustafsson se stal rovněž úspěšným hokejistou.

## Ocenění a úspěchy
- 1977 MSJ – All-Star Tým
- 1983 All-Star Tým Švédska
- 1987 All-Star Tým Švédska
- 1990 SEL – Nejproduktivnější hráč v playoff
- 1990 SEL – Zlatá helma
- 1990 SP – All-Star Tým
- 1998 EHL – All-Star Tým
- 2003 IIHF – Síň slávy

## Prvenství
- Debut v NHL – 11. října 1979 (Buffalo Sabres proti Washington Capitals)
- První asistence v NHL – 11. října 1979 (Buffalo Sabres proti Washington Capitals)
- První gól v NHL – 16. října 1979 (Washington Capitals proti Los Angeles Kings, kanadskému brankáři Mario Lessard)
- První hattrick v NHL – 23. prosince 1983 (Washington Capitals proti New York Islanders)

## Klubová statistika
| Sezóna       | Klub                | Soutěž       |     | Základní část | Základní část | Základní část | Základní část | Základní část |    | Play off | Play off | Play off | Play off | Play off |
| Sezóna       | Klub                | Soutěž       | Z   | G             | A             | B             | TM            | Z             | G  | A        | B        | TM       |          |          |
| 1973–74      | IF Karlskoga/Bofors | Div.2        | 8   | 1             | 4             | 5             | 0             | 6             | 1  | 1        | 2        | 0        |          |          |
| 1974–75      | IF Karlskoga/Bofors | Div.1        | 18  | 4             | 5             | 9             | 2             | —             | —  | —        | —        | —        |          |          |
| 1975–76      | IF Karlskoga/Bofors | Div.1        | 11  | 7             | 3             | 10            | —             | —             | —  | —        | —        | —        |          |          |
| 1976–77      | IF Karlskoga/Bofors | Div.1        | 22  | 32            | 18            | 50            | —             | 11            | 7  | 7        | 14       | —        |          |          |
| 1977–78      | Färjestads BK       | SEL          | 32  | 15            | 10            | 25            | 10            | 7             | 2  | 6        | 8        | 10       |          |          |
| 1978–79      | Färjestads BK       | SEL          | 33  | 13            | 11            | 24            | 10            | 3             | 2  | 0        | 2        | 4        |          |          |
| 1978–79      | Edmonton Oilers     | WHA          | —   | —             | —             | —             | —             | 2             | 1  | 2        | 3        | 0        |          |          |
| 1979–80      | Washington Capitals | NHL          | 80  | 22            | 38            | 60            | 17            | —             | —  | —        | —        | —        |          |          |
| 1980–81      | Washington Capitals | NHL          | 72  | 21            | 34            | 55            | 26            | —             | —  | —        | —        | —        |          |          |
| 1981–82      | Washington Capitals | NHL          | 70  | 26            | 34            | 60            | 40            | —             | —  | —        | —        | —        |          |          |
| 1982–83      | Washington Capitals | NHL          | 67  | 22            | 42            | 64            | 16            | 4             | 0  | 1        | 1        | 4        |          |          |
| 1983–84      | Washington Capitals | NHL          | 69  | 32            | 43            | 75            | 16            | 5             | 2  | 3        | 5        | 0        |          |          |
| 1984–85      | Washington Capitals | NHL          | 51  | 13            | 29            | 42            | 8             | 5             | 1  | 3        | 4        | 0        |          |          |
| 1985–86      | Washington Capitals | NHL          | 70  | 23            | 52            | 75            | 26            | —             | —  | —        | —        | —        |          |          |
| 1986–87      | Bofors IK           | Div.1        | 28  | 16            | 26            | 42            | 22            | —             | —  | —        | —        | —        |          |          |
| 1987–88      | Washington Capitals | NHL          | 78  | 18            | 36            | 54            | 29            | —             | —  | —        | —        | —        |          |          |
| 1988–89      | Washington Capitals | NHL          | 72  | 18            | 51            | 69            | 18            | 4             | 2  | 3        | 5        | 6        |          |          |
| 1989–90      | Färjestads BK       | SEL          | 37  | 22            | 24            | 46            | 14            | 10            | 4  | 10       | 14       | 18       |          |          |
| 1990–91      | Färjestads BK       | SEL          | 37  | 9             | 21            | 30            | 6             | 8             | 3  | 6        | 9        | 2        |          |          |
| 1991–92      | Färjestads BK       | SEL          | 35  | 12            | 20            | 32            | 30            | 6             | 2  | 5        | 7        | 2        |          |          |
| 1992–93      | Färjestads BK       | SEL          | 40  | 17            | 14            | 31            | 32            | 3             | 0  | 1        | 1        | 2        |          |          |
| 1993–94      | VEU Feldkirch       | Alpenliga    | 28  | 9             | 32            | 41            | 8             | —             | —  | —        | —        | —        |          |          |
| 1993–94      | VEU Feldkirch       | ÖEL          | 26  | 11            | 11            | 22            | 33            | —             | —  | —        | —        | —        |          |          |
| 1994–95      | VEU Feldkirch       | Alpenliga    | 17  | 12            | 17            | 29            | 8             | —             | —  | —        | —        | —        |          |          |
| 1994–95      | VEU Feldkirch       | ÖEL          | 24  | 9             | 25            | 34            | 14            | 13            | 9  | 13       | 22       | 2        |          |          |
| 1995–96      | VEU Feldkirch       | Alpenliga    | 7   | 8             | 8             | 16            | 2             | —             | —  | —        | —        | —        |          |          |
| 1995–96      | VEU Feldkirch       | ÖEL          | 36  | 20            | 46            | 66            | 12            | 4             | 1  | 5        | 6        | 2        |          |          |
| 1996–97      | VEU Feldkirch       | Alpenliga    | 40  | 21            | 41            | 62            | 10            | —             | —  | —        | —        | —        |          |          |
| 1996–97      | VEU Feldkirch       | ÖEL          | 11  | 3             | 13            | 16            | 0             | —             | —  | —        | —        | —        |          |          |
| 1997–98      | VEU Feldkirch       | Alpenliga    | 36  | 6             | 15            | 21            | 10            | —             | —  | —        | —        | —        |          |          |
| 1997–98      | VEU Feldkirch       | ÖEL          | 18  | 4             | 15            | 19            | 6             | —             | —  | —        | —        | —        |          |          |
| 1998–99      | VEU Feldkirch       | Alpenliga    | 2   | 0             | 0             | 0             | 0             | —             | —  | —        | —        | —        |          |          |
| Celkem v SEL | Celkem v SEL        | Celkem v SEL | 195 | 84            | 95            | 179           | 100           | 37            | 13 | 28       | 41       | 38       |          |          |
| Celkem v NHL | Celkem v NHL        | Celkem v NHL | 629 | 195           | 359           | 554           | 196           | 18            | 5  | 10       | 15       | 10       |          |          |
| Celkem v ÖEL | Celkem v ÖEL        | Celkem v ÖEL | 115 | 47            | 110           | 157           | 65            | 17            | 10 | 18       | 28       | 4        |          |          |

## Reprezentace
| Rok                       | Tým                       | Soutěž                    | Z  | G  | A  | B  | TM |
| ------------------------- | ------------------------- | ------------------------- | -- | -- | -- | -- | -- |
| 1976                      | Švédsko 18                | MEJ                       | 5  | 3  | 2  | 5  | 2  |
| 1976                      | Švédsko 20                | MSJ                       | 4  | 2  | 1  | 3  | 10 |
| 1977                      | Švédsko 20                | MSJ                       | 7  | 2  | 2  | 4  | 6  |
| 1978                      | Švédsko 20                | MSJ                       | 7  | 2  | 6  | 8  | 10 |
| 1979                      | Švédsko                   | MS                        | 8  | 4  | 2  | 6  | 0  |
| 1981                      | Švédsko                   | MS                        | 6  | 3  | 1  | 4  | 8  |
| 1983                      | Švédsko                   | MS                        | 10 | 2  | 7  | 9  | 6  |
| 1984                      | Švédsko                   | KP                        | 5  | 1  | 3  | 4  | 2  |
| 1987                      | Švédsko                   | MS                        | 10 | 3  | 8  | 11 | 4  |
| 1987                      | Švédsko                   | KP                        | 6  | 3  | 0  | 3  | 4  |
| 1991                      | Švédsko                   | MS                        | 10 | 0  | 5  | 5  | 6  |
| 1992                      | Švédsko                   | OH                        | 6  | 0  | 1  | 1  | 0  |
| Juniorská kariéra celkově | Juniorská kariéra celkově | Juniorská kariéra celkově | 23 | 9  | 11 | 20 | 28 |
| Seniorská kariéra celkově | Seniorská kariéra celkově | Seniorská kariéra celkově | 61 | 16 | 27 | 43 | 30 |